# Karangkemiri (Kemangkon)
Karangkemiri is een bestuurslaag in het regentschap Purbalingga van de provincie Midden-Java, Indonesië. Karangkemiri telt 1948 inwoners (volkstelling 2010).